# Беорнред (король Мерсии)
Беорнред (англо-саксон. Beornrǣd, англ. Beornred) — король Мерсии в 757 году.

## Биография
Отец Беорнреда, Кинрю, был сыном Кентвина, внука Кеолвальха, сына Пиббы Мерсийского. Встал во главе мятежа в армии, и после убийства Этельбальда приказал солдатам объявить себя королём. Но избрание Беорнреда, произведённое войском, которое не имело ни малейшего права присваивать себе такую власть, не понравилось знати, и больше всего потому, что избранный король не имел никакого родства с королевской семьёй. Они поспешили избрать в короли Оффу племянника их последнего короля. Вскоре после этого Оффа собрал армию и пошёл против похитителя престола. Беорнред потерпел поражение. Некоторые рассказывают, что он был убит, а другие, что он какое-то время ещё удерживал власть в некоторых областях Мерсии.
В «Англосаксонской хронике» сообщается: «В этот же год Этелбалд, король мерсийцев, был убит при Секингтоне; и его тело лежит в Рептоне. Он царствовал сорок один год; и затем Бернред наследовал королевство, которым он владел совсем недолго и неудачно; король Оффа в тот же год обратил его в бегство, и захватил власть, которой он обладал тридцать девять зим».